# 挑戰 (1985年電視劇)
《挑戰》（英語：The Rough Ride）是香港電視廣播有限公司拍攝製作的時裝電視劇，全劇共40集，監製邱家雄，此劇為無綫電視拍攝製作第二部同名劇集。此劇於1985年首播時反應冷淡。
在此劇播出期間，女主角翁美玲於1985年5月14日被發現在九龍塘廣播道寓所內開煤氣自殺，而本劇亦變成翁美玲遺作。此劇曾於1987年9月及1989年5月下午2:15-3:15重播。

## 故事大綱
走在迂迴曲折、荊棘滿途的人生路上，試問有多少人能真正戰勝重重挑戰，為個人目標前進呢？ 勵志時裝劇《挑戰》，環繞著幾個年青人與現實的抗衡而發展；揭露了大企業的權力爭奪，亦描繪了小人物的爭扎向上。 
周劍虹（梁朝偉飾）出生時生母難產而死，但周榮 (劉丹飾) 及鄒長有 (夏雨飾) 皆聲稱是劍虹生父，因劍虹生母已逝，無法得知他生父是誰，榮及長有唯有共同將劍虹撫養成人，劍虹亦因此在一個有兩個父親的家庭長大。劍虹大學畢業後，在一珠寶公司覓得理想工作，便努爭取表現。在一次洽談生意中，發現上司及一些同事竟然瞞著公司，從中取利，遂向董事長楊兆安（關海山飾）投訴，因而甚受賞識。
劍虹先後結識了女督察謝碧華（翁美玲飾）及女律師林少文（陳敏兒飾），兆安之外孫江天偉（呂良偉飾）經劍虹介紹而認識少文，遂積極展開追求，與此同時，少文知悉劍虹只視自己為知己，故受了天偉的愛意。但劍虹、碧華、天偉及少文之間的感情發展，忽離又合，始終糾纏不清。
兆安無意中查悉劍虹是其外孫，大感興奮，決定要栽培他日後接掌珠寶公司，但此事被兆安子楊志堅（劉江飾）知悉，大為憤怒，故設計欲令劍虹離開，決要清除異己，實行他的奪權大計。

## 演員表
- 劉丹 飾 周榮
- 夏雨 飾 鄒長有
- 梁朝偉 飾 周劍虹
- 翁美玲 飾 謝碧華
- 劉兆銘 飾 謝碧華父親
- 黃文慧 飾 謝舜玲
- 陶大宇 飾 謝碧華弟弟
- 呂良偉 飾 江天偉
- 陳敏兒 飾 林少文
- 白文彪 飾 林少文父親
- 白茵 飾 林少文母親
- 陳嘉儀 飾 莫愛
- 歐陽佩珊 飾 何佩佩
- 關海山 飾 楊兆安
- 湘漪 飾 楊寶琪
- 秦沛 飾 江天偉父親
- 劉江 飾 楊志堅
- 陳立品 飾 三婆
- 秦煌 飾 大鵬
- 李國麟 飾 謝碧華上司
- 歐陽震華
- 梁鴻華
- 吳孟達
- 石堅
- 傅玉蘭
- 陳勉良
- 吳鎮宇
- 余慕蓮
- 李國平
- 蘇漢生
- 虞天偉
- 鄭藩生
- 何廣倫
- 駱應鈞
- 盧國偉
- 黃一飛
- 羅振彪
- 馬慧玲
- 陸應康
- 徐廣林
- 張志強
- 陳嘉賢
- 駿雄
- 池佩芬
- 龍天生
- 鄧汝超
- 李揚道
- 佩雲 飾 何佩佩母親
- 吳君如 飾 楊堅女友
- 胡美儀 飾 鄒長有女友
- 曾瑋明 飾 周榮好友
- 曾江 飾 柱哥

## 影碟發行
以下所有影碟發行均由電視廣播(國際)有限公司授權：
香港發行代理商現代音像(國際)有限公司於2006年推出發行了《挑戰》DVD及VCD影碟零售版本，DVD影碟收錄全套40集，一套共有10隻碟分為兩盒影碟，設有粵語及國語發音版本，自選開啟或關閉繁體中文及簡體中文字幕；VCD影碟將已播放的集數並製作成24隻碟作為片段完整及無刪剪版本，一套共分為兩盒影碟，每隻碟跟電視劇的每集片長約60分鐘一樣，設有粵語及國語發音版本並配上繁體中文字幕。
台灣發行代理商弘音多媒體科技股份有限公司於2006年推出發行了《挑戰》DVD影碟零售版本，此影碟燒錄DVD香港版的全部集數及碟數(其中全部碟數均設有香港版的目錄選單)。

## 電視節目的變遷
| 上一套： 碧血劍 -4月19日 | 翡翠台第一綫劇集(1985) 挑戰 4月22日-6月14日 | 翡翠台第一綫劇集(1985) 挑戰 4月22日-6月14日 | 下一套： 光怪陸離 6月17日- |

| 香港無綫電視翡翠台 星期一至五 19:05-20:00 時段 | 香港無綫電視翡翠台 星期一至五 19:05-20:00 時段 | 香港無綫電視翡翠台 星期一至五 19:05-20:00 時段 |
| ---------------------------------------------- | ---------------------------------------------- | ---------------------------------------------- |
|                                                | 挑戰 (1985.04.22 - 1985.06.14)                 |                                                |
| 碧血劍 (1985.03.25 - 1985.04.19)               | 光怪陸離 (1985.06.17 - 1985.07.12)             |                                                |